# Аблесімов Олександр Онисимович
Олекса́ндр Они́симович Абле́сімов (7 вересня 1742, Галицький повіт Костромської губернії — 1783, Москва) — російський письменник, представник сатиричного напряму в російській літературі 18 століття.

## Літературна діяльність
Писав байки («Казки», 1769), видавав журнал «Разкащик забавних басен…» (1781). Автор популярної в свій час самобутньої комічної опери з селянського життя «Мельник, чаклун, дурисвіт і сват» (постановка 1779), яку Бєлінський назвав чудовим народним водевілем.